# Hercules Saxanus

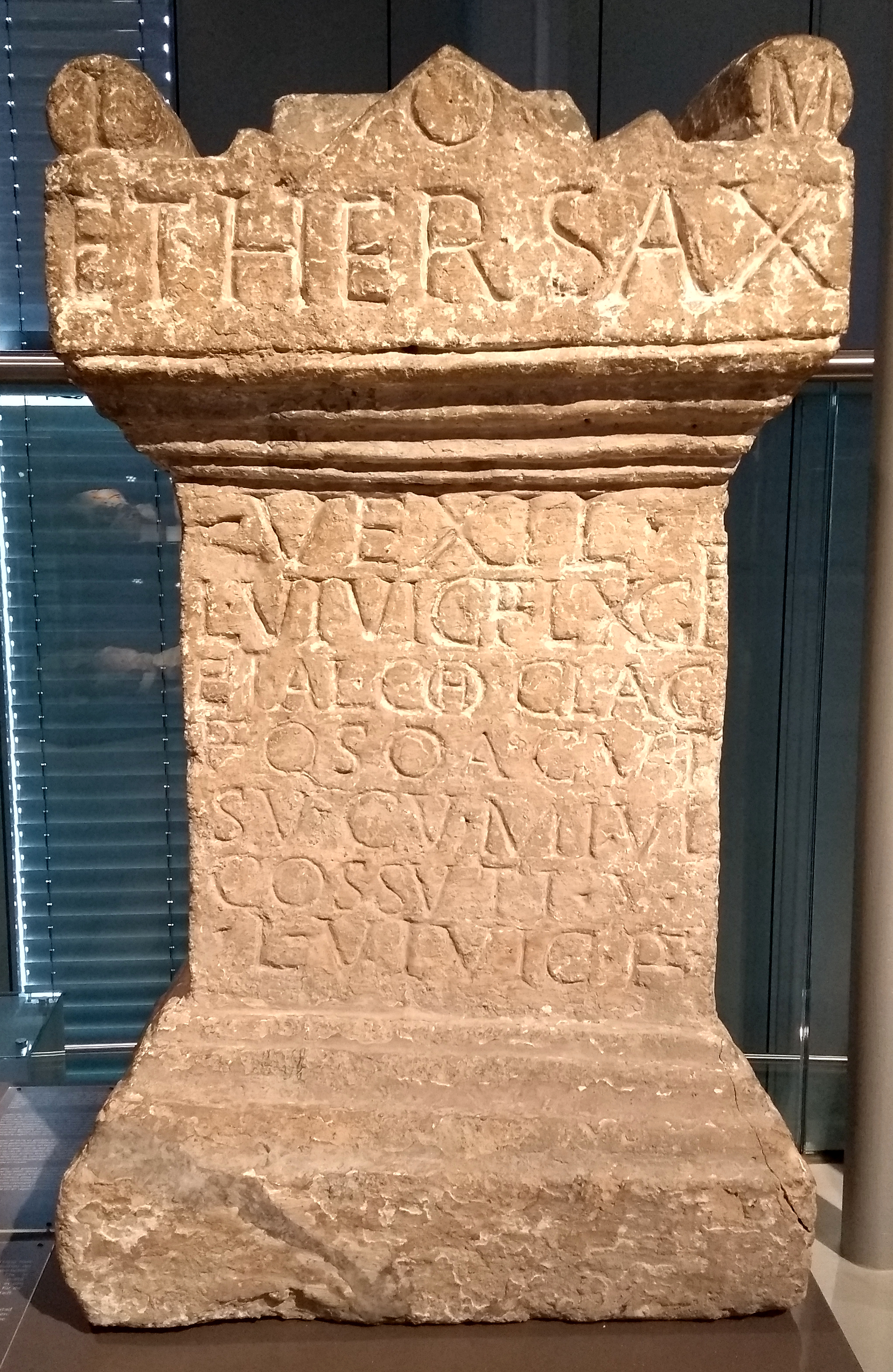
Weihaltar niedergermanischer Soldaten aus dem Heer des Quintus Acutius Nerva an Iuppiter Optimus Maximus und Hercules Saxanus, LVR-RömerMuseum Xanten

Hercules Saxanus, ist ein Gott, dessen Kult besonders durch Inschriften römischer Soldaten in der nördlichen Germania superior auf Weihesteinen aus dem 1. und 2. Jahrhundert überliefert ist. Es ist unklar, ob die Wurzeln seiner Verehrung in der keltischen, germanischen oder römischen Religion begründet liegen. Hercules Saxanus gilt  als Schutzpatron der Steinbrucharbeiter. Der Beiname wird als Ableitung aus lateinisch saxum („Fels, Stein“) angesehen.
Das Gros der inschriftlichen Belege stammt aus dem Brohltal bei Burgbrohl. Dort wurde durch abkommandierte Legions- und Auxiliarsoldaten unter anderem für die Befestigung militärischer Einrichtungen am Nieder- und Mittelrhein Tuffstein gebrochen.

„Herculi Sax{s}ano / sacrum Iulius Vi/ctor >(centurio) pro se et co/m(m)ilitones si/ngulares pedite/s Acili Strabonis / leg(ati) Aug(usti) v(otum) s(olverunt) l(ibentes) m(erito)“

„Dem Hercules Saxanus geweiht von dem Zenturio Iulius Victor für sich und seine Kameraden, die ausgewählte Fußtruppe [= Leibwache] des legatus Augusti [wörtlich: kaiserlichen Gesandten] Acilius Strabo. Sie haben das Gelübde gerne und nach Gebühr eingelöst.“

Des Weiteren wurde Saxanus im römischen Steinbruch von Spitzelofen, Wolfsberg, verehrt in der Namensform Silvanus Saxanus.
Im Gebiet der römischen Rheinprovinzen erscheint Hercules ebenfalls mit dem Beinamen Maliator (malleator = „Steinarbeiter“). Die Stifter entstammen demselben Kontext wie diejenigen Personen, die Saxanus verehrten, waren also Steinbrucharbeiter.